# Ignatius Croon
Ignatius Croon (někdy také Ignaz Cronò nebo Ignaz Croon; 1639 Mechelen – 1667 Řím) byl vlámský barokní malíř, člen skupiny umělců Bentvueghels, který se řemeslu učil v Mechelenu. Poté se přestěhoval do Říma, kde zemřel v mladém věku. V Bentvueghels dostal přezdívku Gaudtvinck (nebo Goudtvinck či Bullfinch), což znamená hýl.

## Život
Narodil se v Mechelenu jako syn notáře Petera Croona, jeho bratr byl spisovatel a kněz Peter Croon (1634–1682). Croon byl žákem prominentního malíře Petera Franchoyse v Mechelenu kolem roku 1650. Do Říma odešel pravděpodobně bezprostředně po dokončení výuky v roce 1657.
V Římě žil Croon v domě Pietera Muliera mladšího, holandského malíře, ve farnosti patřící k bazilice Santa Maria del Popolo. Stal se členem Bentvueghels, sdružení převážně nizozemských a vlámských umělců pracujících v Římě. Ve spolku bylo obvyklé přijmout nějakou přezdívku, takzvané ohnuté jméno (bent name). Ignatius Croon dostal přezdívku Gaudtvinck, což znamená hýl. Jeho jméno je uvedeno v jednom z výklenků v římském kostele Santa Costanza, kde se členové spolku Bentvueghels shromažďovali. Následující slova jsou napsána červenou křídou: ignativs croon / alias gavdtvinck.
Zemřel v Římě ve věku 28 let.

## Práce
Žádná jeho díla nejsou známa. Je mu přičítán portrét jeho bratra Petera Croona, nyní v Městském muzeu Mechelen. 